# Daniel Ellsberg
Daniel Ellsberg (7 tháng 4 năm 1931 – 16 tháng 6 năm 2023) là chuyên viên phân tích của Quân đội Hoa Kỳ từng phục vụ trong RAND Corporation. Ông đã dấy lên một cuộc bút chiến chính trị toàn quốc vào năm 1971 khi tung ra Hồ sơ Lầu Năm Góc, một tài liệu nghiên cứu tuyệt mật của Bộ Quốc phòng Hoa Kỳ về các dính líu của chính quyền với cuộc chiến Việt Nam được thực hiện vào năm 1967. Vụ scandal do tài liệu này, được ông gửi tới tờ New York Times và các báo khác, được cho là đã có ảnh hưởng quyết định khiến Lyndon Johnson từ bỏ cuộc tranh cử tổng thống năm 1972. Ông được trao giải Giải thưởng Right Livelihood năm 2006.

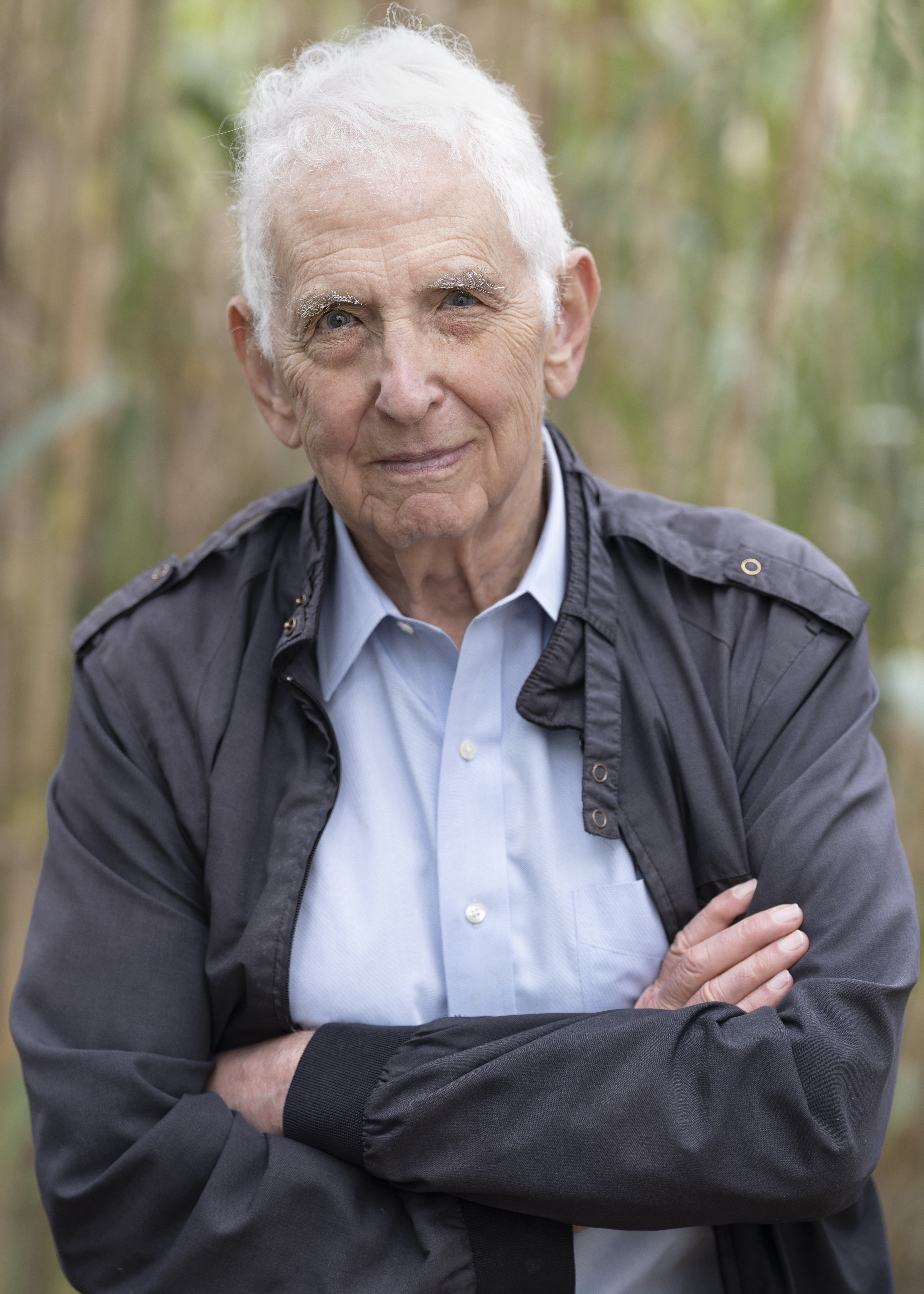
Daniel Ellsberg 2020.

Vào tháng 3 năm 2023, Ellsberg viết rằng ông được chẩn đoán mắc ung thư tuyến tụy.Ông qua đời tại nhà riêng ở Kensington, California, vào ngày 16 tháng 6 năm 2023.